# Dąbrówka dębowa
Dąbrówka dębowa (Drymonia querna) – gatunek motyla z rodziny garbatkowatych. Zamieszkuje Europę i zachód Azji. Gąsienice żerują na dębach, rzadko na bukach. Osobniki dorosłe są aktywne nocą.

## Taksonomia
Gatunek ten opisany został po raz pierwszy w 1775 roku przez Johanna N.C.M. Denisa i Ignaza Schiffermüllera pod nazwą Bombyx querna. Jako miejsce typowe wskazano okolice Wiednia. W jego obrębie wyróżnia się podgatunki:
- Drymonia querna alphitochros Zerny, 1927
- Drymonia querna danieli Hartig, 1970
- Drymonia querna djezina O. Bang-Haas, 1937
- Drymonia querna querna (Denis & Schiffermüller, 1775)

## Morfologia

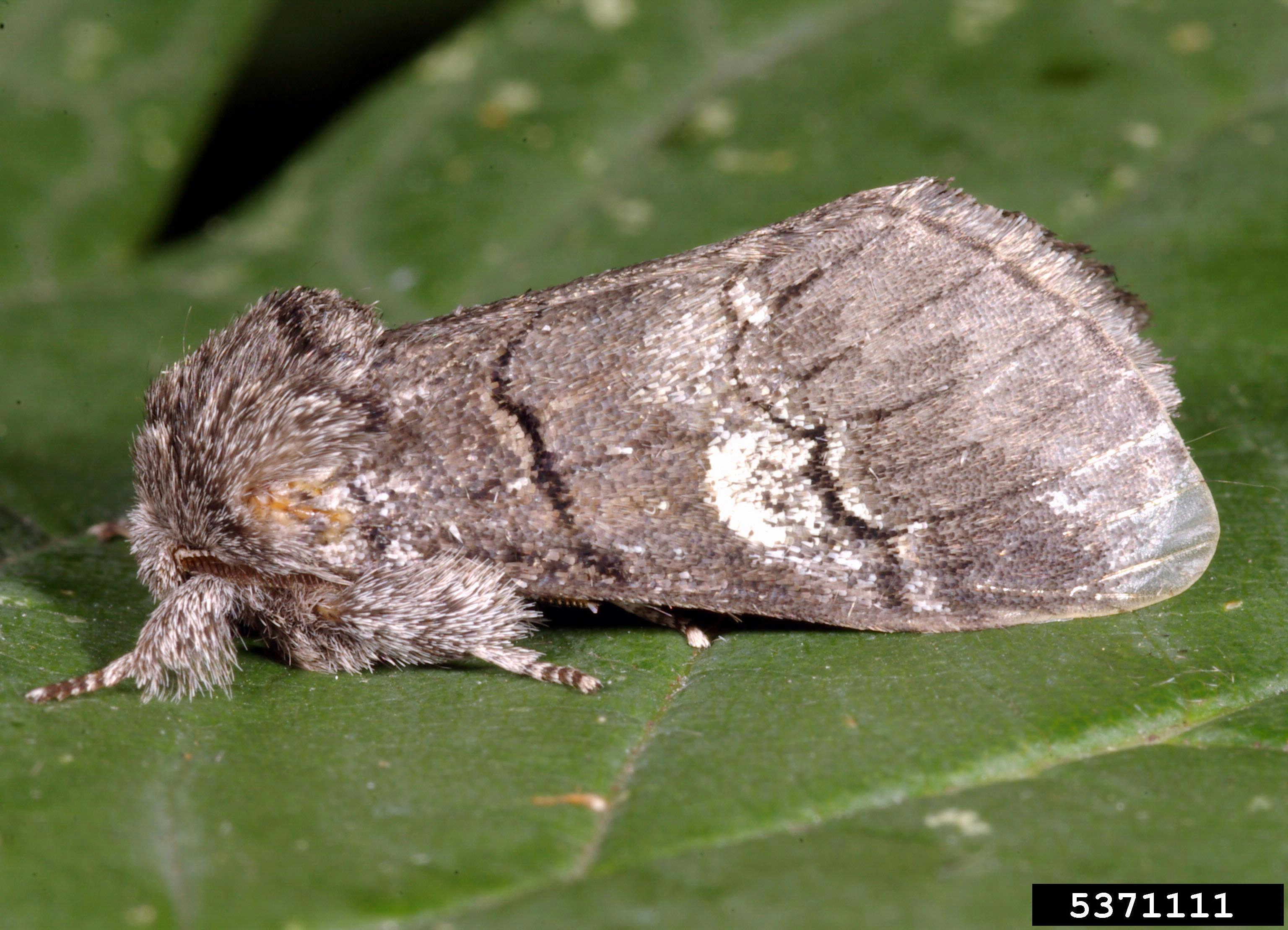
Imago, widok boczny

Motyl o krępej budowy ciele i rozpiętości skrzydeł sięgającej od 38 do 43 mm. Głowa jest zaopatrzona w nieowłosione oczy złożone, krótkie głaszczki i uwstecznioną ssawkę, natomiast pozbawiona jest przyoczek. Czułki osiągają niemal połowę długości przedniego skrzydła i wykazują dymorfizm płciowy w budowie, będąc szczeciniastymi u samicy, zaś grzebykowatymi u samca. Tułów jest szeroki, wyposażony w krótko owłosione tegule. Skrzydło przedniej pary osiąga od 17 do 20 mm długości i ma brunatnoszare tło, przyciemnione w części nasadowej i zewnętrznej, zaś białawo rozjaśnione w zewnętrznym fragmencie pola środkowego. Przepaska wewnętrzna jest czarna, ukośnie odgięta ku nasadzie skrzydła. Przepaska zewnętrzna jest do niej równoległa na prawie całym przebiegu. Plamka półksiężycowata na żyłce poprzecznej jest biaława, co odróżnia ten gatunek od podobnej dąbrówki chaonii oraz dobrze widoczna, co odróżnia go od dąbrówki dodony. Barwa strzępiny jest szara z ciemnym nakrapianiem. Na tylnej krawędzi przedniego skrzydła leży trójkątny ząbek z włosowatych łusek. Tylne skrzydło może mieć tło od białawego przez jasnoszare po szarobrązowe.
Gąsienica charakteryzuje się ubarwieniem zielonym z parą żółtych lub żółtopomarańczowych prążków biegnących bokami ciała.

## Ekologia i występowanie
Owad ten zasiedla dąbrowy, rzadziej inne lasy liściaste, parki i nasadzenia przydrożne, ale zawsze z udziałem dębów. Gąsienice są foliofagami żerującymi na liściach dębów, a rzadko buków. Preferują drzewa młode. Okres lotu motyli trwa od końca maja do lipca, zaś okres żerowania gąsienic od lipca do września. Wyrośnięta gąsienica konstruuje oprzęd w wierzchniej warstwie gleby i tam się przepoczwarcza. Zimowanie odbywa się w stadium poczwarki, niekiedy kilkukrotnie. Owady dorosłe nie pobierają pokarmu i są aktywne nocą.
Gatunek palearktyczny. W Europie znany jest z Portugalii, Hiszpanii, Andory, Irlandii, Wielkiej Brytanii, Francji, Belgii, Luksemburgu, Holandii, Niemiec, Szwajcarii, Liechtensteinu, Austrii, Włoch, Polski, Czech, Słowacji, Węgier, Ukrainy, Rumunii, Bułgarii, Słowenii, Chorwacji, Bośni i Hercegowiny, Serbii, Czarnogóry, Albanii, Macedonii Północnej, Grecji oraz europejskich części Rosji i Turcji. Poza tym zamieszkuje zachód Azji: Turcję, Zakaukazie, Syrię oraz Iran. W Polsce jest owadem bardzo rzadko spotykanym, znanym z nielicznych stanowisk. Z kolei na „Czerwonej liście gatunków zagrożonych Republiki Czeskiej” umieszczony został ze statusem gatunku narażonego na wyginięcie (VU). 